# Señora Acero
Señora Acero est une telenovela américaine-mexicaine diffusée entre le 23 septembre 2014 et le 29 janvier 2019 sur Telemundo.

## Synopsis
Sara Aguilar est heureuse de travailler comme coiffeuse à Guadalajara avec son fils jusqu'à ce qu'elle rencontre un important agent de police, le "Commandant Vicente Acero", ce qui va bouleverser leur vie. Arrive alors le jour du mariage durant lequel son mari est assassiné par des trafiquants de drogue mexicains qui l'accusent d'avoir volé trois millions de dollars. Sara réussit à s'enfuir et entend le coup fatal donné à son mari. Sara retourne chez elle avec son fils et lui apprend le décès de son père. Dans un monde rempli de violence, de trahison, de drogues, de policiers corrompus, Sara va devenir trafiquant de drogue avec les 3 millions de dollars que son mari avait cachés. En conséquence, le gouvernement mexicain met sa tête à prix. Grâce à ses meilleures armes, sa beauté et son intelligence, Sara devient "Señora Acero".

### Première saison
Sara Aguilar Bermúdezo est une femme qui a tout ce dont elle peut rêver dans la vie. Elle mène une vie très heureuse mais rien ni personne ne lui dit ce que le destin lui a préparé. Le jour où elle décide de se marier près de l'église avec son mari, Vicente Acero à la demande de son fils Salvador, un commando assassin assassine Vicente. La vie de Sara change donc à tout jamais lorsqu'elle découvre que son mari n'était pas le prince qu'elle croyait, alors elle commence à fuir des ennemis de son défunt mari. C’est ainsi que Sara se voit offrir la possibilité de devenir la grande "Dame de l’acier" afin de se venger de tous ceux qui l’ont blessée et ont essayé de la couler alors qu’elle fuyait pour survivre avec son fils malade.

### Deuxième saison
Après être restée en prison pendant cinq ans, Sara espère être libérée faute de preuves. Cependant, le président de la République, Heriberto Roca, à la demande de sa secrétaire privée, Berta Aguilar, a condamné Sara à 25 ans de prison. La haine d'une sœur pleine de ressentiment, les ambitions politiques d'un président corrompu et un autre mauvais coup du destin obligent la «Lady Steel» à tomber entre les mains de son pire ennemi, «El Teca Martínez». Et pour la deuxième fois, il est temps de dire au revoir à son fils Salvador devenu un homme et à son grand amour, Manuel Caicedo, de combattre les personnes qui ont causé tant de dégâts.

### Troisième saison
Vicenta Rigores, une femme respectée pour sa lutte envers les immigrants mexicains et pour la réalisation de son rêve américain. Les migrants évitent d'être arrêtés par le service d'immigration ou par les bandes de trafiquants de drogue qui les enlèvent pour les utiliser comme esclaves dans la production et la distribution de drogues. Toutes ces personnes seront facilitées la tournée de Vicenta, connue dans les frontières comme "la Coyote". Vicenta est une femme à la beauté sauvage et au tempérament endurci, qui se distingue comme la plus célèbre et la plus redoutée des coyotes de la frontière entre le Mexique et les États-Unis. Ajoutant à cela, elle est l’une des personnes les plus recherchées par le département national de contrôle de la sécurité des frontières, en particulier par Daniel Phillips, un policier des frontières qui la captive et la transforme en complice. Elle sait que le seul crime commis par bon nombre de ces immigrants est d'être né de l'autre côté d'une ligne séparant les deux pays et, pour cette raison, elle est disposée à les protéger de leur propre vie. Vicenta ignore sa véritable parenté jusqu'à ce que sa mère Edelmira, sur son lit de mort, avoue qu'elle est la fille bâtarde du commandant Vicente Acero et la demi-sœur de Salvador Acero, seul héritier de la dynastie à ce jour. Pour Vicenta, ce ne sera pas facile, car elle devra traiter avec Chucho Casares, l’un des plus puissants trafiquants d’armes du nord du Mexique, réputé pour fournir les meilleures armes importées aux cartels, aux terroristes et même l'armée mexicaine elle-même. Chucho n'est pas seulement son ennemi pour le meurtre de sa mère, mais aussi parce qu'il s'oppose à sa relation avec Abelardo, son fils et le premier grand amour de Vicenta. Pour Vicenta, porter le nom de famille Acero peut être son salut... ou sa peine de mort. Ce qu’elle a bien compris, c’est que l’acier coule dans ses veines et qu’elle est maintenant la seule et deuxième «Señora Acero».

### Quatrième saison
Vicenta et Daniel se jurent un amour éternel pour enterrer en vie Chucho Casares, qui est dévoré par les coyotes au milieu du désert, mais le destin est déterminé à envenimer leur existence et à devoir repasser sous un flot sanglant de balles. Maintenant, la famille Acero est recherchée par les gouvernements du Mexique et des États-Unis. Tous sont soupçonnés de la mort du gouverneur de Chihuahua, Chucho Casares. Pour cette raison, ils décident de mettre fin à leur séjour à Chihuahua et de déménager à Matamoros, Tamaulipas et continuent de fuir leurs ennemis ainsi que la loi. Les choses se compliquent lorsque Salvador est emmené en prison. Après que le président Heriberto Roca ait mis sa tête à prix à la chaîne nationale et tentera de fuir l'hôtel où se cachait la famille. Indira Cárdenas, désormais chef de la sécurité intérieure et patrouille des frontières de l'État du Texas , poursuit sa route derrière les marches de Vicenta et Daniel, car elle souhaite éviter à tout prix que  continuent de traverser des migrants de part et d'autre de la frontière. Quelques semaines après sa fuite, El Indio Amaro fait chanter Indira et la transforme en partenaire pour lui permettre de franchir la frontière et de kidnapper des migrants pour les réduire en esclavage, mais Vicenta et Daniel interceptent une importante cargaison de drogue et parviennent à secourir certains migrants, gagnant le serment de vengeance éternelle de l'Indio Amaro. En outre, le trafiquant de drogue colombien Julián Romero arrive au Mexique pour venger la mort de ses proches, en utilisant Vicenta, un masque d’héroïsme et en même temps, en essayant de conquérir le cœur de la Coyote, jusqu’à ce qu’il devienne obsédé par elle pour réaliser leurs objectifs contre Salvador et El Gallo. Salvador est toujours amoureux de sa femme, Rosario. Ils désirent ardemment avoir un enfant, mais cela est impossible en raison des mauvais traitements que Rosario a subis de Pepito dans le passé. Gallo Quintanilla  décide de se lancer dans une position politique et devient président de la municipalité de Matamoros. Autonomisé, le coq peut déplacer les fils à volonté et au profit de la famille Acero, principalement pour avoir la police des frontières à ses côtés et protéger la famille. Lorsque le président Heriberto Roca a capturé Vicenta et l'a torturée, Gallo et Doña Cayetana, connaissant la sale affaire dans laquelle le président du Mexique a été impliqué, l'ont fait chanter pour qu'il retire toutes les charges retenues contre lui. Ce que l'acier ignore, c’est qu’il y a encore un ennemi plus puissant derrière eux : Romero, le véritable héritier du cartel "disparu" de Cali. À la croisée des chemins des migrants à travers le golfe, Vicenta, Daniel, El Gallo et Salvador affrontent à nouveau Indio Amaro et Indira Cárdenas. Tous deux planifient une dernière attaque contre les Qcero et finissent une fois pour toutes avec leurs ennemis, laissant derrière eux un sillage de mort et de désolation.

### Cinquième saison
Enceinte de huit mois, le moment vient où Vicenta Acero décide d'enterrer son mari Daniel Philips, décédé après six mois dans le coma. Pendant l'enterrement de son mari, Vicenta kidnappe Romero Diego Cadavid pour lui faire payer tout ce qu'il lui a fait. L'agent d'Alberto Fuentes du FBI arrive à l'endroit où se trouve Vicenta et l'aide à achever Romero. Après l'assassinat de Romero, Vicenta rompt la source et n'a plus que le temps d'accoucher. Alberto aide Vicenta à accoucher de son fils et entre eux naît un lien très fort qui les unit immédiatement.
El Teca, qui serait mort aux mains de Salvador Acero il y a 5 ans revient après avoir passé 6 ans en prison aux États-Unis dans le seul but de se venger de l'acier, qui s'est retrouvé avec toute sa famille et son affiche. Son seul but est de tuer le fils de Vicenta. Vicenta et Salvador, tous deux voués à l'élevage des chevaux, et Josefina et El Gallo, voués à la politique, sont restés complètement silencieux pendant 6 ans et à l'abri de tout danger, mais ils seront soudainement obligés de fuir lorsqu'ils apprendront la réparation d'El Teca. Qui utilisera des méthodes inimaginables pour les détruire tous. Pendant ce temps, La Tuti a réussi à garder son fils hors du Mexique grâce aux bénéfices qu'elle a obtenus dans son commerce de danseuses exotiques et de servante sexer , mais elle sera également obligée de toujours être protégée par des guaruras, pour éviter cela. Teca l'extorque et veut emmener son fils Alvaro. Malgré tous ses efforts pour garder sa famille ensemble et en sécurité, Vicenta prendra une décision difficile. "Éloignez-vous de votre famille et de votre nouvel amour avec votre enfant". Loin de sa famille, Vicenta et son fils devront faire face à de nombreux dangers, mais tout n’est pas mauvais pour elle, mais loin de sa famille et du monde entier, elle fait la connaissance de Lucas Iglesias, un hippie qui lui offre une auberge sur la plage où il travaille. Dans ce nouveau refuge, elle rencontre La Mecha, qui devient tout à coup une nouvelle mère pour Vicenta et Nancy, qui devient sa meilleure amie. Dans ce nouveau monde où chacun veut juste défendre ses enfants, Vicenta et La Tuti unissent leurs forces pour mettre fin à El Teca et ainsi pouvoir offrir à leurs enfants un meilleur avenir et dormir en paix.

## Distribution

### Acteurs et personnages principaux
- Lincoln Palomeque : Manuel Caicedo † (saisons 1 à 2 ,reçurent saison 3)
- Blanca Soto : Sarita Aguilar ‘’La Señora de Acero” † (saisons 1 à 2)
- Andrés Palacios : Eleodoro Tarso † (saison 1)
- Marco Pérez : Felipe Murillo Villavicencio † (saison 1)
- Valentina Acosta : Miriam Godoy † (saisons 1 et 2)
- Alejandro Calva : Miguel Quintanilla "El Capo de Huentitán" † (saisons 1 et 2)
- Luciana Silveyra : Berta Aguilar Bermúdez de Villaraigosa † (saisons 1 et 2)
- Litzy : Aracelita González  Caicedo † (saisons 1 à 4)
- Jorge Zárate : Amaro "El Indio" Rodriguez † (saisons 1 à 4)
- Alberto Agnesi : Marcelo Dóriga Rosado † (saisons 1 à 4)
- José Luis Reséndez : Acacio Martínez Pérez "El Teca" / Alfredo Diaz  † (saisons 1-2 et 4)
- Aurora Gil Castro : Josefina Aguilar Bermúdez de Quintanilla (saison 1 à 5)
- Rossana San Juan : Mariana Huerdo de Acero † (saison 1)
- Rebecca Jones : Enriqueta Sabido † (saison 1)
- Damián Alcázar : Vicente Acero Benítez † (saison 1)
- Michel Duval : Salvador Acero Aguilar "Chava" "Chavita" † (saison 2 à 5)
- Rodrigo Guirao Díaz : Mario Casas / Gustavo Bertuol / Roberto † (saisons 2 à 4)
- Mario Loría : Président Heriberto Roca † (saisons 2 et 4)
- Ana Lucía Domínguez : Marta Mónica Restrepo de Delgado "La Tuti" (saison 2 à 5)
- Óscar Priego : Erick "El Gallo" Quintanilla López (saison 2 à 5)
- Mauricio Henao : José Angel Godoy "Pepito" "Pepe" † (saisons 2 à 4)
- Carolina Miranda : Vicenta Acero Rigores de Phillips de Fuentes "La Coyote" / Margaret Thompson de Casarès (saison 3 à 5)
- Sergio Goyri : Jesús "Chucho" Casarès † (saison 3)
- Luis Ernesto Franco : Daniel Phillips "El Gringo" † (saisons 3 et 4)
- Gaby Espino : Indira Cárdenas † (saisons 3 et 4)
- José María Torre Hütt : Larry "El Cheneque" Pérez † (saison 3)
- Oka Giner : Rosario Franco de Acero "Chayo"(saison 3 et 4)
- Patricia Navidad : Margarita Guadalupe Casanova (saison 3)
- Laura Flores : Edelmira Rigores † (saison 3)
- Diego Cadavid : Julián Romero "Sr. Romero" / Julián Martinez Montero † (saison 4 et 5)
- Jonathan Islas : Antonio Rivas "Tecolote" † (saison 4 et 5)
- William Miller : Acacio Martínez Pérez "El Teca" † (saison 5)

- David Chocarro : Alberto Fuentes (saison 5)
- Paulina Gaitán : Leticia Moreno † (saison 5)
- Mauricio Islas : Héctor Ruiz  † (saison 5)

### Acteurs et personnages secondaires
- Arturo Barba : Junio Acero Benítez † (saison 1)
- Carmen Madrid : Cornelia Ríos † (saison 1)
- Pilar Ixquic Mata : Carlota Bermúdez de Aguilar † (saison 1)
- Andrés Zúñiga : Orlando Carabias "El Empanada" † (saison 1)
- Viviana Serna : Guadalupe "Lupita" González † (saison 1)
- Juan Carlos Martín del Campo : Rufino Valdés † (saison 1)
- Quetzalli Bulnes : Alicia Requejo † (saisons 1 et 2)
- Andrés Zuno : Plutarco † (saisons 1 et 2)
- Alejandro Caso : Juan Parra "El Alimaña" † (saison 1)
- Iliana Fox : Vanesa Creel † (saison 1)
- Sergio Lozano : Joaquín Fernández #1 † (saisons 1 et 2)
- Martin Barba : Joaquín Fernández #2 (saison 1)
- Christian Sánchez : Diego Machado † (saison 1)
- Tuto Patiño : Jairo / El Jota † (saisons 1 et 2)
- Ítalo Londero : Rodrigo Montero † (saison 1)
- Olga Segura : Edith Phillips / Tamara "Tommy" † (saison 1)
- Claudia Frias : Cruz Palacios "Crucecita" † (saison 1)
- Arap Bethke : Gabriel "Muneco" Cruz † (saison 1)
- Héctor Berzunza : Arnulfo Beltrán † (saison 1)
- Inaki Goci : José Francisco Rodriguez "El Tiburon" † (saison 1)
- Alejandro Peraza : Cortés † (saison 1)
- Miguel Palmer : José Aguilar † (saison 1)
- Francisco Diaz : El Tuercas † (saison 1)
- Alan Guillen : Ramón "Ramoncito" Paniagua González † (saison 1)
- Adriana Laffán : Visitacion † (saison 1)
- Vince Miranda : Oscar Barba (saison 1)
- Juan Luis Orendain : Roberto Creel † (saison 1)
- Hugo Catalán : Adelaido Pérez † (saison 1)
- César López : Tanqueta † (saison 1)
- Miguel Angel Galván : Cuauhtémoc † (saison 1)
- Jorge Lan : Esteban Villaraigosa † (saison 1)
- Alejandro de la Rosa : Fulgencio Silva † (saison 1)
- Alan Castillo : Salvador Acero Aguilar / Eduardo Coronel (à 7 ans) (saison 1)
- Patricio Sébastián : Salvador Acero Aguilar / Eduardo Coronel (de 11 à 13 ans) (saison 1)
- Wilson Figueredo : José Angel Godoy "Pepito' (à 10 ans) (saison 1)
- Gabriel Santoyo : José Angel Godoy "Pepito" (de 14 à 16 ans) (saison 1)
- Augusto Granados : Andrés "Andrésito" † (saison 1)
- Raul Greco : Baltazar † (saisons 1 et 2)
- Luis Trujillo : El Capi † (saison 1)
- Raul Aranda-Lee : Pedro Arroyo † (saison 1)
- Briggitte Bozzo : Patricia Flores Creel † (saison 1)
- Edgar Wuotto : Martin Benavides † (saison 1)
- Eva Prado : Gloria González de Paniagua † (saison 1)
- Alejandro Rafael : Fernando Bolanos † (saison 1)
- Rafael Amaya : Aurelio Casillas (saisons 1 et 2)
- Los Tucanes de Tijuana : Eux-mêmes (saisons 1 et 2)
- Hugo Logán Araujo : Lorenzo Sandoval "El Loro"  (saison 1 et 2)
- Eduardo Amer : Oscar "El Bebote" † (saison 2 à 5)
- Isabel Burr : Begoña Juárez † (saison 2)
- Diego Soldano : Pedro Juárez † (saison 2)
- Adrián Cue : El Tepo † (saisons 2 et 3)
- Carla Hernández : Clarissa Aldama "Señorita Aldama" (saison 2)
- Rosario Zúñiga : Rosa Rodriguez "La India" † (saisons 2 et 3)
- Astrid Hernández : Briceida Montero † (saison 2)
- Lourdes Reyes : Cayetana Acosta de Roca (saisons 2 et 4)
- Mauricio Martinez : Javier Ferraro (saison 2)
- Claudio Roca : Álvaro Martínez Díaz "El Tequita" † (saison 2)
- Emmanuel Orenday : Horacio Quiroga † (saison 2)
- Francisco Pizana : Tragabalas † (saison 2)
- Mayra Rojas : Faria † (saison 2)
- Erik Diaz : Emir López † (saison 2)
- Pedro Martin Gurza : El Mallate † (saison 2)
- Anna Ciocchetti : Consuelo (mère de Tepo) † (saison 2)
- Guadalupe Martinez : Ana Negrin † (saison 2)
- Pablo Sayin : Damián "El Tlacuache" † (saison 2)
- Francisco "Pakey" Vazquez : Christian Jiménez † (saison 2)
- Alvaro da Silva : "El Pastel" † (saison 2)
- Jorge Aldama : Gutiérrez † (saison 2)
- Aaron Alonso : Mariano Rubio "El Bechoncho" (saison 2)
- Alejandro Oliva : "El Chamuco" † (saison 2 et 3)
- Adrián Di Monte : Abelardo Casarès / Abelardo Ochoa † (saison 3)
- Shalim Ortiz : Arturo Sánchez † (saisons 3 et 4)
- Lucía Silva : Débora Canizales † (saisons 3 et 4)
- Jesús Castro Ponce : Ernesto Aristimundo (saisons 3 et 4)
- Alejandro Speitzer : Juan Pablo Franco † (saison 3)
- Susana Lozano : Consuelo de Casarès † (saison 3)
- Carmen del Valle : Chavela de Casarès † (saison 3)
- Martín Navarrete : Heriberto Ochoa † (saison 3)
- Citlalli Anaya : Lorena Casarès de Acero † (saison 3)
- Jéssica Segura : Aída Franco (saison 3 à 5)
- Irving Peña : David Casarès † (saison 3)
- Ana Karen Salgado : Antonieta "Chela" Plata (saison 3)
- Hugo Stiglitz : Carlos Delgado † (saison 3)
- María José Magán : Andrea Dóriga Diaz / Patricia Dóriga Diaz † (saisons 3 et 4)
- Haydée Navarra : Ximena Ladrón de Guevara / Rocio Diaz de Martinez (saisons 3 et 4)
- Justin Ross Martin : Martin Connors † (saison 3)
- Itari Marta : Cruz Rigores † (saison 3)
- Javier Escobar : Sergio Mendoza (saisons 3 et 4)
- Alejandro Muñoz Garcia : Fabrizio Cárdenas (saison 3)
- Agustin Zurita : Casiano † (saison 3)
- León Peraza : Domingo Alvarado † (saisons 3 et 4)
- Ramón Garcia Clift : Nippon † (saison 3)
- Briggitte Beltrán : Felicidad (saison 3)
- Efrain Berry : Officier Mendiola (saison 4)
- Nikolas Caballero : Nicolas Araujo Cárdenas (saison 4)
- Alicia Jaziz : Carmen "Carmencita" Plascencia † (saison 4)
- Benjamin Rivero : Raul Ricardo Rondón "El Triple R" † (saison 4)
- Maria Fernanda Quiroz : Frida Cuevas (saison 4)
- Enrique de la Riva : Cara 'e rata † (saison 4)
- Tomas Rojas : Eladio Puertas † (saison 4)
- Juan Alejandro Avila : José Luis (saison 4)
- Luis Ernesto Verdin : Chef de los Petales (saison 4)
- Markin López : Pedro (saison 4)
- Omar Fierro : Christian Almeida (saison 5)
- Emiliano Zurita : Felipe Quintanilla Aguilar "Felipito" (saison 5)

- Camila Selser : Sofía Gómez "La Mandrágora" † (saison 5)

- Lambda Garcia : Miguel Sandoval † (saison 5)
- Miguel Pizarro : Venustiano Antolín (saison 5)
- Fabián Corres : El Tablas (saison 5)

- Samantha Siqueiros : Rosario Franco de Acero (saison 5)
- Guillermo Zulueta : Lucas Iglesias (saison 5)
- Arantza Ruiz : Samanta Peña  de Quintanilla † (saison  5)

- Tatiana Martínez : Lucia (saison 5)
- Andrea Portugal : Virginia (saison 5)
- Ruy Senderos : Bernardo Antolín (saison 5)
- Luisa Sáenz : Reina Peña † (saison 5)
- Mauro Sánchez Navarro : Petronilo Godínez Pérez "El Marrano Mayor" † (saison 5)
- Silvia Carusillo : Regina de Antolín † (saison 5)
- Alan Alarcón : El Bronco (saison 5)
- Juan Aguirre : El Bruto † (saison 5)
- Diana Santos : Iris (saison 5)
- Alexander Holtmann : John Floyd † (saison 5)
- Ari Placera : Daniel Phillips Acero "Danielito" (saison 5)
- Patricia Manterola : Nancy Salas (saison 5)
- Braulio Aranda : Cuauhtémoc Trujillo (saison 5)
- Manuel Castillo : Álvaro Acacio Martínez Restrepo (saison 5)
- Isidora Vives : Elizabeth Acero Franco (saison 5)
- Monica Dionne : Rebeca Londoño (saison 5)
- Maria Rojo : Mercedes Berríos "La Mecha" (saison 5)
- Joaquín Cosio : Rodríguez †  (saison 5)
- Dagoberto Gama : Juan Ramón  † (saison 5)

- Constanza Andrade : Ana Vega (saison 5)

- Ernesto Laguardia : Arturo Landino "El Amable" † (saison 5)
- Fabrizio Santini : Rogelio Antolín † (saison 5)
- Camila Rivas : Belinda Quintanilla Aguilar (saison 5)
- Santiago Guerrero : Miguelito Quintanilla Aguilar (saison 5)
- Alex Crusafón : El Ciego (saison 5)
- Julián Soto : Tony Almeida † (saison 5)

- Federico Farrell : Calibán (saison 5)

- José Ramón Berganza : Fonseca (saison 5)
- Roberto Romano : David Alejandro † (saison 5)
- Paly Duval : Pamela † (saison 5)
- Flavio Peniche : Malcolm Smith (saison 5)
- Laura Termini : Elenita Loaiza (saison 5)
- Diego de Tovar : Tadeo (saison 5)
- Armando Hernández : Yerbatero † (saison 5)

## Saisons
| Saisons | Saisons | Episodes | Episodes | Diffusion d'origine | Diffusion d'origine |
| Saisons | Saisons | Episodes | Episodes | Première diffusion  | Dernière diffusion  |
| ------- | ------- | -------- | -------- | ------------------- | ------------------- |
|         | 1       | 74       | 74       | 23 septembre 2014   | 12 janvier 2015     |
|         | 2       | 75       | 75       | 22 septembre 2015   | 11 janvier 2016     |
|         | 3       | 93       | 93       | 19 juillet 2016     | 5 décembre 2016     |
|         | 4       | 77       | 77       | 6 novembre 2017     | 20 février 2018     |
|         | 5       | 69       | 69       | 15 octobre 2018     | 29 janvier 2019     |

## Réception
Le 20 février 2018, Telemundo a confirmé que la série novela avait été renouvelée pour une cinquième saison.
Le 8 novembre 2018, il a été annoncé que la cinquième saison serait la dernière saison.
Le dernier épisode a été diffusé le 29 janvier 2019.

## Diffusion
- Telemundo (2014-en cours)